# Monumento ai Mille (Marsala)
Il monumento ai Mille è una costruzione dedicata ai garibaldini per lo sbarco a Marsala, situato dinanzi al lungomare della città omonima. Esso sorge  a pochi passi dal Porto dove sbarcò Garibaldi, ubicato in Piazza Piemonte e Lombardo, dedicata alle due navi del generale.

## Storia

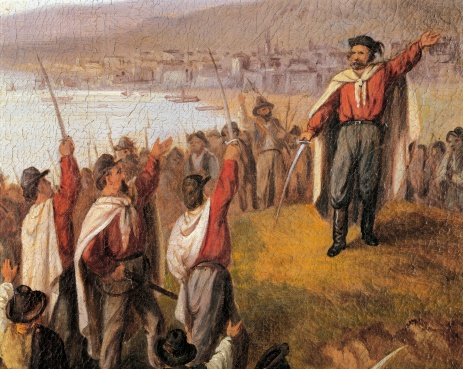
Garibaldi sbarca a Marsala

La prima idea di un monumento per celebrare lo sbarco dei Mille a Marsala, avvenne già il 9 giugno dello stesso 1860, quando il consesso civico lanciò questa proposta, rinviata per mancanza di risorse finanziarie. Iniziative analoghe si ebbero nel 1893, e in occasione del cinquantenario nel 1910, tutte senza successo.
In occasione del primo centenario dello sbarco una legge del 1960 stanziò 90 milioni di lire dell'epoca per la realizzazione di un "Monumento ai Mille". Fu bandito un concorso per il progetto e i fondi erano stanziati dal ministero dei lavori pubblici. A vincerlo nel 1961 fu l'architetto Emanuele Mongiovì.
Il secondo premio andò a Sergio Musmeci.

### Progetto
Mongiovì aveva immaginato un'opera maestosa dal costo di 200 milioni di lire, di 70 metri di lunghezza per 26 di larghezza.  Le due navi, il Piemonte e il Lombardo, che si univano, avrebbero avuto un albero maestro che si innalzava per 47 metri, con le vele, che, avrebbero avuto un panneggio marmoreo di 550 metri quadri, che avrebbe formato il numero mille. A prua, svettante per 5 metri, una statua di Giuseppe Garibaldi. Nel gennaio 1963 Mongiovì concluse il progetto esecutivo. Ma quello stesso anno non si riuscirono a trovare i restanti 110 milioni e anche i primi 90 andarono in prescrizione.
Carlo Pileri negli anni successivi promosse una campagna per il completamento del monumento "Ai Mille di Garibaldi" a Marsala.

### Inizio dei lavori
Nel 1984 l'amministrazione comunale di Marsala riprese il progetto di Mongiovì (che divenne direttore dei lavori) con l'importo di un miliardo e 200 milioni di lire necessario per il primo stralcio.
La prima pietra fu posata nel giugno 1986 alla presenza dell'allora presidente del Consiglio Bettino Craxi. Conclusi i fondi, i lavori si arrestano perché l'11 maggio 1989 il genio civile di Trapani, a lavori in corso, dichiarò l'opera abusiva dopo la realizzazione del solo basamento, comprendente dei vani da destinare ad attività culturali.

### Modifica del progetto
È l'architetto catanese Ottavio Abramo nel 2007 ad aggiudicarsi l'ultimo concorso di idee con il progetto denominato “Mille luci”, consistente nel collocare sul basamento due murate con il nome, cognome ed anno di nascita di tutti i 1.089 garibaldini sbarcati a Marsala, senza più le vele. Il comune stanzia 800.000 euro.

### Completamento
Nel 2015 l'amministrazione stanzia ulteriori 233.000 euro di fondi per i lavori di definizione e per i vani, adibiti a info point turistico.
Completato nel 2016, non senza molteplici critiche (tra le altre quelle di Vittorio Sgarbi), è stato inaugurato l'11 maggio dello stesso anno.
 Oggi il monumento è adibito ad "info point" turistico,  gestito dalla locale proloco e ad ospitare convegni nella sala conferenze,  posta nella parte destra dell'opera. Inoltre all'interno, nella parte sinistra sono collocate foto e cimeli dei garibaldini provenienti dal museo garibaldino, sito all'interno dei locali del Convento di San Pietro.